# Туркмено-эмиратские отношения
Туркмено-эмиратские отношения — дипломатические отношения между Туркменистаном и ОАЭ, которые имеют тесные и тёплые отношения. Нормативно-правовую базу межгосударственного сотрудничества составляют 28 документов. Обе страны являются полноправными членами ООН и ОИС. В настоящее время послом Туркменистана в ОАЭ является Оразмырат Гурбанназаров. Послом ОАЭ в Туркменистане является Хассан Абдулла Аль-Адаб Аль Зароуни.

## История
Туркменистан установил дипломатические отношения с ОАЭ 10 октября 1995 года.
Посольство Туркменистана в ОАЭ было открыто 16 января 2001 года в городе Абу-Даби.
Посольство ОАЭ в Туркменистане было открыто 20 августа 2002 года в городе Ашхабаде.
Обмен государственными визитами на высоком уровне за последние 10 лет, заложил фундамент взаимовыгодных отношений, дружбы и взаимопонимания. Нынешний президент Туркменистана Гурбангулы Бердымухамедов посещал ОАЭ трижды: в августе 2007 года, в феврале 2010 года и декабре 2013 года.
Президент ОАЭ Халифа ибн Зайд ан-Нахайян безвозмездно, в знак уважения к туркменскому народу, профинансировал строительство аэропорта города Мары, а также ашхабадского Дворца детей-сирот.
16 февраля 2013 года состоялся визит Президента Объединённых Арабских Эмиратов Шейха Халифа Бин Зайеда Аль-Нахайяна в Ашхабад.

## Торгово-экономическое сотрудничество
Страны сотрудничают в основном в топливно-энергетической отрасли, а также в транспортно-коммуникационном секторе, строительной отрасли, сфере здравоохранения и медицинской промышленности, в сельском хозяйстве.
Товарооборот между странами в 2012 год составлял 1 млрд 423 млн долларов США.
На 1 января 2013 года в Туркменистане было зарегистрировано свыше 50 предприятий с участием эмиратского бизнеса.

## Культурное сотрудничество
В 2013 году были проведены Дни культуры Туркменистана в ОАЭ. На 2014 год запланировано проведение Дней культуры ОАЭ в Туркменистане.